# سيكي (هالكيديكي)
سيكيا (Συκιά) هي مدينة في هالكيديكي في مقاطعة فوريا إلادا في اليونان.
أهم مجالات اقتصادية لها السماكة والسياحة وتربية النحل والزراعة.